# 木村祥朗
木村 祥朗（きむら よしろう、1969年11月7日 - ）は、日本のゲームクリエイター。兵庫県出身。元パンチライン社長、現在は株式会社Onion Games代表取締役社長。

## 略歴
旅人でゲームデザイナー。スクウェアを経て、ラブデリックに参加。ラブデリック解散後はスキップを経て、2002年12月27日に有限会社パンチラインとして独立するが、2005年に社長を退任。2006年よりマーベラスインタラクティブの契約プロデューサーを務め、2010年からはグラスホッパー・マニファクチュアの執行役員（Chief Creative Officer)。2011年8月退任。株式会社Onion Games 代表取締役社長。即興漫画「連歌」と「マンガ」を組み合わせた遊び「れんまん」の考案者でもあり、NHKの番組『れんまん!』に出演している。2019年〜2021年テレビ番組『勇者ああああ』にゲスト出演。

## 作品
- ロマンシング サ・ガ2：マップ製作、マップチェック
- ロマンシング サ・ガ3：コンバット
- moon：ゲームデザイン＆ディレクション（西健一、工藤太郎と共同）、メインストーリー
- L.O.L. 〜LACK OF LOVE〜：アシスタントゲームデザイン
- チュウリップ：ディレクター、ゲームデザイン、シナリオ
- RULE of ROSE：企画原案、CGムービーディレクター、ストーリーボードデザイン
- ノーモア★ヒーローズ：プロデューサー
  - ノーモア★ヒーローズ 英雄たちの楽園：プロデューサー
- 王様物語：プロデューサー、ディレクター、ムービーディレクター
- ノーモア★ヒーローズ2 デスパレート・ストラグル：プロデューサー
- シャドウ・オブ・ザ・ダムド：エグゼクティブプロデューサー
- 勇者ヤマダくん：ディレクター、ゲームデザイン、シナリオ
- Million Onion Hotel：ディレクター、ゲームデザイナー
- Dandy Dungeon ~ Legend of Brave Yamada：ディレクター、ゲームデザイナー、ストーリー
- BLACK BIRD：ディレクター、ゲームデザイナー、ストーリー
- Mon Amour ～モナムール～：ディレクター、ゲームデザイナー
- Romeo & Juliet：ディレクター、ゲームデザイナー
- Stray Children[1]：ディレクター、ゲームデザイナー、ストーリー